# Diva Jazz Orchestra

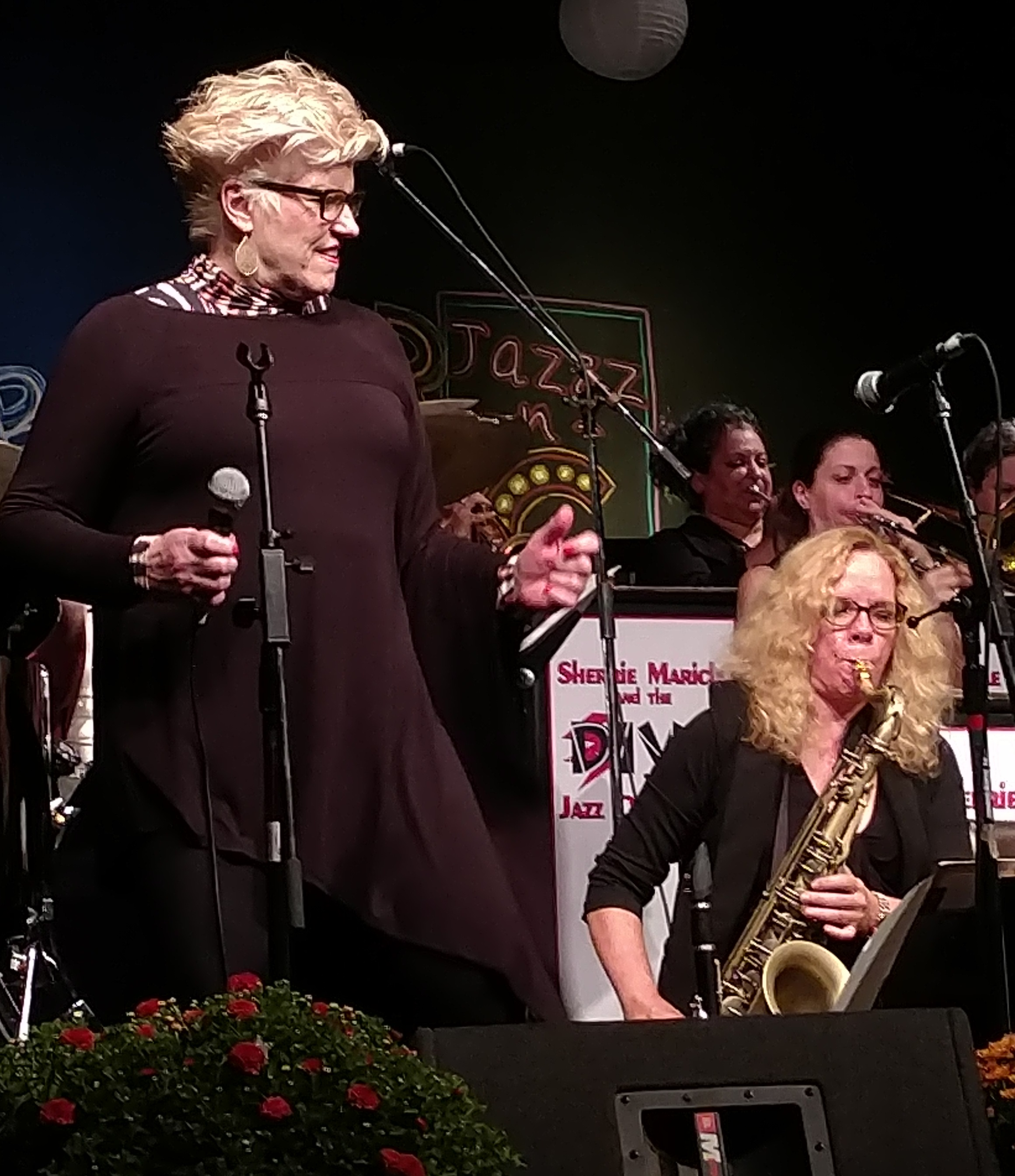
Nancy Kelly mit dem Diva Jazz Orchestra (2018)

Das Diva Jazz Orchestra ist eine amerikanische Frauen-Bigband, die seit 1993 von Sherrie Maricle geleitet wird. Das 15-köpfige Konzert-Orchester nannte sich im Untertitel No Man's Band und spielte unter dem Motto: This Is how Girls Play.

## Geschichte
Stanley Kay, der ehemalige Manager von Buddy Rich, dirigierte 1990 eine Band mit der Schlagzeugerin Sherrie Maricle. Er war von ihrem Spiel so angetan, dass er beschloss, eine rein weibliche Formation um sie herum aufzubauen. Am 30. März 1993 gab diese Band ihr Debütkonzert in New York. Der Auftritt war so erfolgreich, dass das Orchester im Folgejahr sogar in die Carnegie Hall eingeladen wurde. Zur Formation gehörten zeitweilig auch avancierte Solistinnen wie Anat Cohen, Anke Helfrich, Christine und Ingrid Jensen, Jami Dauber, Virginia Mayhew, Carol Sudhalter, Sue Terry, Karolina Strassmayer, Noriko Ueda oder Liesl Whitaker.
Die Band, die für klassische Bigbandklänge „mit viel Elan“ (Reclams Jazzlexikon) bekannt ist, ist mehrfach international im Fernsehen gezeigt worden und auf internationalen Jazzfestivals in Nordamerika und Europa aufgetreten. Auch hat sie die Bühne mit Nancy Wilson, Joe Williams, Diane Schuur, Carmen Bradford, Marlena Shaw, Dee Daniels, Dee Dee Bridgewater, Rosemary Clooney, Cleo Laine, Nnenna Freelon, Clark Terry, Billy Taylor, Terry Gibbs, John Pizzarelli, Randy Brecker und Dave Brubeck geteilt. 2006 wurde das Diva Jazz Orchestra sowohl im Kritiker- als auch im Leserpoll des Down Beat als eine der besten Bigbands gewertet.

## Diskographie
- Something's Coming (Touchwood, 1994)
- Leave it to DIVA (Independent, 1996)
- Sherrie Maricle & Diva I Believe in You (Arbors, 1999)
- Sherrie Maricle & the Diva Jazz Orchestra Live in Concert (Illiad, 2003)
- Sherrie Maricle & the Diva Jazz Orchestra Present a Tommy Newsom Tribute (Lightyear/In-Akustik, 2005)
- Sherrie Maricle & the Diva Jazz Orchestra Live from Jazz at Lincoln Center's Dizzy's Club Coca-Cola (2008)
- Johnny Mandel: The Man and His Music featuring Sherrie Maricle & the Diva Jazz Orchestra with Ann Hampton Callaway (Arbors Jazz 2011)
- 25th Anniversary Project (ArtistShare 2017)
- Diva + The Boys (MCG Jazz 2019)